# Ane Gabarain
Ane Gabarain Gaztelumendi (San Sebastián, 2 giugno 1963) è un'attrice e comica spagnola di origine basca.

## Biografia
Interprete comica prevalentemente attiva nel panorama televisivo e teatrale dei Paesi Baschi, Ane Gabarain divenne nota principalmente per la partecipazione ad alcune serie televisive tra cui Allí abajo, dove rivestiva il ruolo della madre del protagonista.
Al cinema ebbe ruoli minori nei film di Álex de la Iglesia La comunidad - Intrigo all'ultimo piano e 800 balas.
Nel 2020 interpretò il ruolo di Miren nella serie televisiva Patria, ispirata all'omonimo romanzo di Fernando Aramburu. Questo lavoro, in cui fu co-protagonista al fianco di Elena Irureta, valse ad Ane Gabarain svariate candidature per premi di settore, tra cui l'International Emmy Award.
Nel 2023 recitò nel film 20.000 especies de abejas: per la sua interpretazione, ottenne il Premio Goya per la migliore attrice non protagonista.

## Filmografia

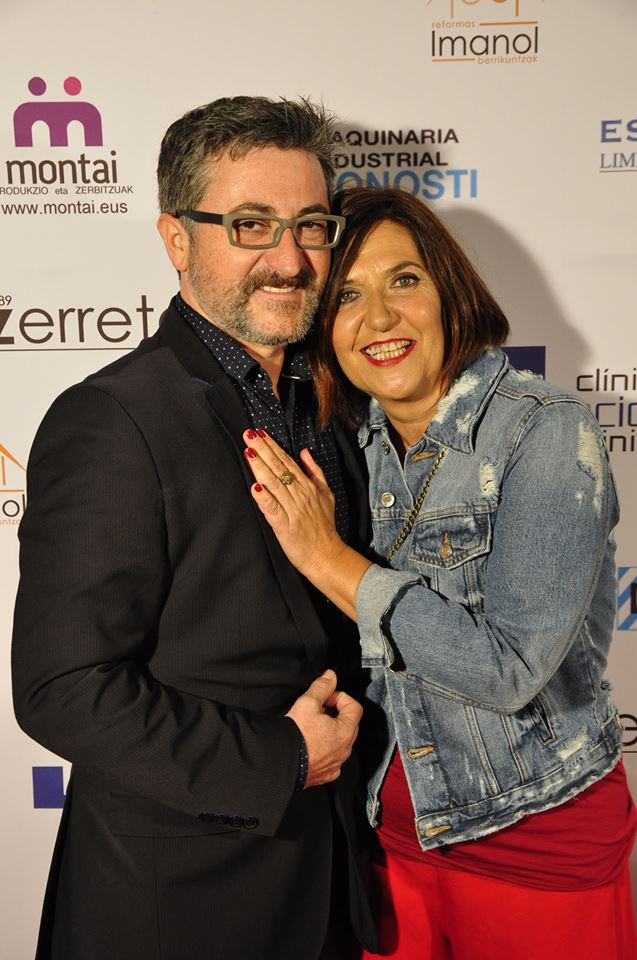
Ane Gabarain con Gorka Aguinagalde nel 2016

### Cinema
- Maite, regia di Carlos Zabala e Eneko Olasagasti (1994)
- Sálvate si puedes, regia di Joaquín Trincado (1995)
- Pecata minuta, regia di Ramón Barea (1999)
- La comunidad - Intrigo all'ultimo piano (La comunidad), regia di Álex de la Iglesia (2000)
- 800 balas, regia di Álex de la Iglesia (2002)
- El coche de pedales, regia di Ramón Barea (2004)
- Sukalde kontuak, regia di Aitzpea Goenaga (2009)
- La máquina de pintar nubes, regia di Aitor Mazo e Patxo Telleria (2009)
- 80 egunean, regia di José María Goenaga e Jon Garaño (2010)
- Mystikal, regia di Ángel Alonso (2010)
- Loreak, regia di Jon Garaño e Jose Mari Goenaga (2014)
- Olentzero Eta Amilaren Sekretua, regia di Gorka Vázquez (2015)
- Kalebegiak, registi vari (2016)
- Fe de etarras, regia di Borja Cobeaga (2017)
- La higuera de los bastardos, regia di Ana Murugarren (2017)
- Agur Etxebesteǃ, regia di Asier Altuna e Telmo Esnal (2019)
- El comensal, regia di Ángeles González Sinde (2022)
- 20.000 especies de abejas, regia di Estibaliz Urresola Solaguren (2023)

### Televisione
- Bi eta bat - serie TV (1990-1993)
- Jaun ta jabe - serie TV (1997)
- 7 vidas - serie TV, 1 episodio (2000)
- Periodistas - serie TV, 17 episodi (2000-2002)
- Policías, en el corazón de la calle - serie TV, 1 episodio (2001)
- Kilker dema - serie TV (2002)
- Los Serrano - serie TV, 1 episodio (2005)
- Mi querido Klikowsky - serie TV, 75 episodi (2005-2010)
- Águila Roja - serie TV, 1 episodio (2011)
- Sabin - film TV (2011)
- Bi eta bat - serie TV (2012)
- Goenkale - soap opera, 1 episodio (2014)
- El corazón del océano - miniserie TV, 6 episodi (2014)
- Nekane Amaya - miniserie TV, 5 episodi (2016)
- Allí abajo - serie TV, 69 episodi (2015-2019)
- Patria - serie TV, 8 episodi (2020)
- Amare per sempre (Amar en tiempos revueltos) - telenovela, 254 episodi (2021-2022)
- Il racconto perfetto (Un cuento perfecto) - miniserie TV, 5 episodi (2023)

## Riconoscimenti
- Premio Goya
  - 2024 – Migliore attrice non protagonista per 20.000 especies de abejas

- Premio Gaudí
  - 2024 – Candidatura alla miglior attrice non protagonista per 20.000 especies de abejas

- Medallas del Círculo de Escritores Cinematográficos
  - 2024 – Candidatura alla miglior attrice secondaria per 20.000 especies de abejas

- Premios de la Unión de Actores
  - 2024 – Candidatura alla migliore interpretazione cinematografica femminile non protagonista per 20.000 especies de abejas

- International Emmy Awards
  - 2021 – Candidatura alla migliore attrice per Patria

- Premio Feroz
  - 2021 – Candidatura alla migliore attrice in una serie per Patria
  - 2024 – Candidatura alla migliore attrice non protagonista per 20.000 especies de abejas

- Premio José María Forqué
  - 2021 – Candidatura alla migliore attrice in una serie per Patria